# Strv m/38
Strv m/38 — шведский лёгкий танк (до 1943 года в шведской армии относился к средним) периода Второй мировой войны. Разработан фирмой Landsverk AB на основе лёгкого танка L-60. Всего за время серийного производства в 1939—1944 годах было выпущено 216 Strv m/38, в ходе выпуска танк неоднократно модернизировался, хотя и оставался устаревшим. До 1944 года Strv m/38 был самым многочисленным шведским танком и составлял основу танкового парка страны, но с 1944 года он был сменён более современным средним Strv m/42. В шведской армии Strv m/38 оставался на вооружении до середины 1950-х годов, также несколько танков после окончания Второй мировой было продано Доминиканской Республике, где они оставались в строю до 2003 года.

## История создания

### ТанкLandsverk L-60
В 1934 году фирмой Landsverk AB был изготовлен прототип танка Landsverk L-60. Танк был разработан инженером Отто Меркером, который ранее проектировал L-5. Танк был, по сути, модернизированным L-10 — вооружение и бронирование остались прежними, но был заменен двигатель (был установлен 6-цилиндровый карбюраторный двигатель Scania Vabis 1664 мощностью 142 л. с.), изменена ходовая часть (на L-10 катки были сблокированы в тележки, а на L-60 была независимая подвеска) и форма корпуса.
Танк не был принят на вооружение шведской армии, и из-за этого его начали поставлять за рубеж. В конце 1935 года один танк был отправлен в Эйре, где получил обозначение L601, а через год был поставлен второй танк, получивший обозначение L602. Оба танка поступили на вооружение 2-го бронеэскадрона, дислоцировавшегося в Куррахе. У ирландских танков был заменен двигатель (Bussing-Nag V8 мощностью 160 л. с.) и вооружение (одна 20-мм пушка и один 7,71-мм пулемет Madsen). Ирландские L-60 использовались до начала 60-х годов, причем в 1953 году была произведена их модернизация.
По одному экземпляру танка было продано в Австрию и Венгрию.

### Strv m/38 и Strv m/39
В результате доработки танка L-60 был разработан танк Strv m/38, принятый на вооружение шведской армией. Бронирование танка — 6-15 мм, вооружение — одна 37-мм пушка Bofors m/38 и одним спаренным 8-мм пулемет m/36. Двигатель — Scania-Vabis 1664, мощностью 142 л. с. В 1938—1939 годах было выпущено 16 единиц (номера: 148—162).
Танк Strv m/39 отличался от Strv m/38 только вооружением (в изменённом лобовом листе башни было установлено два 8-мм пулемета m/36 и одна 37-мм пушка Bofors m/38) и бронированием (максимальная толщина которого, за счет дополнительной брони, достигала 50 мм). В 1940—1941 годах было выпущено 20 единиц (номера: 283—302).

### Strv m/40L и Strv m/40K

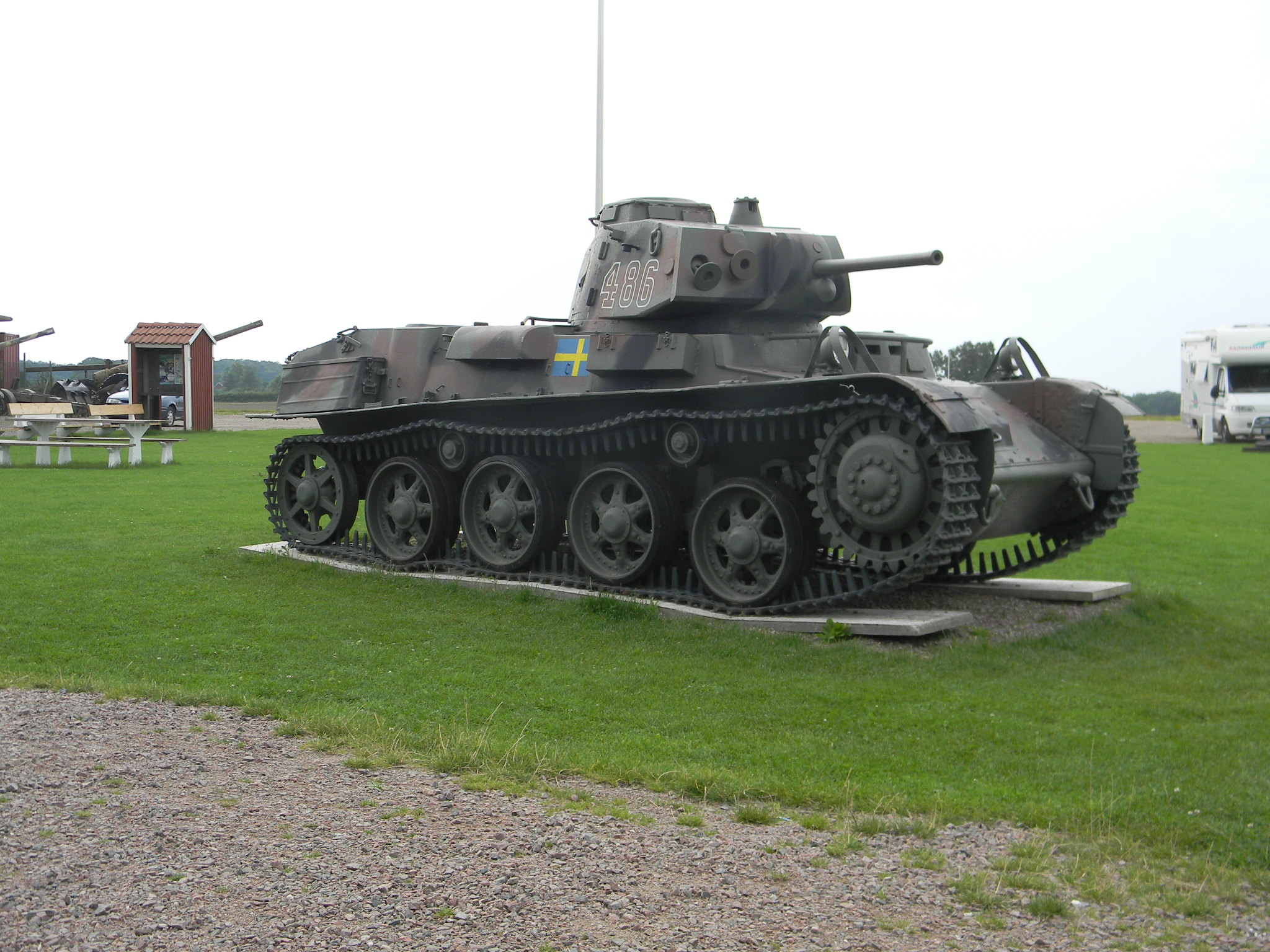
Strv m 40

Танки Strv m/40L были оснащены автоматической трансмиссией, и несколько отличались по размерам, весу и бронированию от предыдущих танков. В 1941 году было выпущено 100 единиц.
Strv m/40K, производимые на заводе Karlstad Mekaniska Verkstad в Карлстаде (отсюада и литера К в обозначении танка), оснащались новым двигателем Scania-Vabis L 603 мощностью 162 л. с., усиленной подвеской и бронированием (толщина брони достигала 50 мм). В 1942—1943 годах было выпущено 80 (или 84) единицы.

## Модификации
- Strv m/38 (L-60S) — базовая модификация.
- Strv m/39 (L-60S II) — модификация с заменой спаренного пулемёта в башне на два автономных.
- Strv m/40L (L-60S III) — модификация с автоматической трансмиссией.
- Strv m/40K (L-60S V) — модификация с усиленным до 50 мм бронированием, двигателем мощностью 162 л. с. и усиленной подвеской.

## Тактико-технические характеристики
| Strv m/38, Strv m/39, Strv m/40L и Strv m/40K |                                                              |                                                              |                                                              |                                                               |
|                                               | Strv m/38                                                    | Strv m/39                                                    | Strv m/40L                                                   | Strv m/40K                                                    |
| Размеры                                       |                                                              |                                                              |                                                              |                                                               |
| Длина, м                                      | 4,8                                                          | 4,8                                                          | 4,9                                                          | 4,97                                                          |
| Ширина, м                                     | 2,075                                                        | 2,075                                                        | 2,075                                                        | 2,08                                                          |
| Высота, м                                     | 2,05                                                         | 2,05                                                         | 2,05                                                         | 2,125                                                         |
| Боевая масса, т                               | 8,5                                                          | 8,7 (8,95 — с дополнительной броней)                         | 9,11 (9,36 — с дополнительной броней)                        | 10,9                                                          |
| Бронирование, мм                              | 6—15                                                         | 6—15 (6—50 — с дополнительной броней)                        | 4—15 (4—50 — с дополнительной броней)                        | 4—50                                                          |
| Вооружение                                    |                                                              |                                                              |                                                              |                                                               |
| Пушка                                         | 1 × 37-мм Bofors m/38                                        | 1 × 37-мм Bofors m/38                                        | 1 × 37-мм Bofors m/38                                        | 1 × 37-мм Bofors m/38                                         |
| Пулемёты                                      | 1 × 8-мм m/36                                                | 2 × 8-мм m/36                                                | 2 × 8-мм m/36                                                | 2 × 8-мм m/36                                                 |
| Подвижность                                   |                                                              |                                                              |                                                              |                                                               |
| Двигатель                                     | Бензиновый 6-цилиндровый рядный Scania-Vabis 1664, 142 л. с. | Бензиновый 6-цилиндровый рядный Scania-Vabis 1664, 142 л. с. | Бензиновый 6-цилиндровый рядный Scania-Vabis 1664, 142 л. с. | Бензиновый 6-цилиндровый рядный Scania-Vabis L 603, 162 л. с. |
| Максимальная скорость по шоссе, км/ч          | 48                                                           | 48                                                           | 48                                                           | 48                                                            |
| Запас хода по шоссе, км                       | 220                                                          | 220                                                          | 220                                                          | 220                                                           |

## Машины на базе Strv m/38, Strv m/39, Strv m/40L и Strv m/40K

### Серийные

#### Luftvärnskanonvagn L-62 Anti II
ЗСУ, изготавливаемые в 1941 году на экспорт на базе танка Strv m/40L. 6 экземпляров было поставлено в Финляндию и 1 в Венгрию.

#### Luftvärnsvärnskanonvagn Lvkv m/43
ЗСУ на базе Strv m/40K. Для шведской армии было изготовлено 17 экземпляров.

### Прототипы

#### Pvkv IV Värjan
Опытный истребитель танков на базе танка Strv m/40L. Вооружался 57-мм пушкой m/43. Единственный прототип был изготовлен в начале 50-х годов.

#### Strv m/40L с оборудованием для подводной езды
1 танк Strv m/40L был в опытном порядке был оборудован снаряжением для подводной езды.

## Боевое применение

### Американская оккупация Доминиканской Республики
28 апреля 1965 года войска США высадились в Санто-Доминго для подавления восстания. Восставшим удалось захватить у правительственных войск 12 танков Strv m/40L. 3 танка были подбиты американскими войсками (1 был уничтожен САУ Ontos, 1 — танком M48 Patton, и последний — 105-мм безоткатным орудием).
Оставшиеся машины вскоре были захвачены в исправном состоянии правительственными войсками.

## Состоял на вооружении
- Швеция — 16 Strv m/38, 20 Strv m/39, 100 Strv m/40L и 80 (или 84) Strv m/40K.
- Доминиканская Республика — 25 танков Strv m/40L поставлены в 1956 году. Несколько танков было подбито в 1965 году, во время гражданской войны в Доминиканской республике. Оставшиеся танки состояли на вооружении до 2001 года.

## Где можно увидеть
До наших дней в музейных собраниях и военных лагерях сохранилось не менее 20 танков разных модификаций. Из них 12 машин находятся в Швеции, 1 — в Великобритании, не менее 8 машин — в Доминиканской республике.
Кроме того, в начале 2000-х гг. Доминиканской республикой несколько танков было продано в частные коллекции.
- Strv m/40 K. В открытой экспозиции Готландского музея вооруженных сил. Висбю, Готланд
- В экспозиции Музея военной готовности. Викен, Сконе. Один Strv m/39 (в помещении музея) и один Strv m/40 K — под открытым небом.
- В экспозиции Хеслехольмского музея. Хеслехольм, Сконе — один Strv m/38 (Landsverk L/60C) и один Strv m/40 K.
- Strv m/40 K. Под открытым небом в Шёвде, Вестра-Гёталанд.
- В экспозиции Бронетанкового музея «Арсенал» в Стренгнесе, Сёдерманланд. Шесть танков — один Strv m/38 (Landsverk L/60C), один Strv m/39, два Strv m/40 K, два Strv m/40L.
- На площадке бронетехники на территории средневековой крепости Форталеза Осама, Санто-Доминго — два Strv m/40L.
- Под открытым небом на территории Историко-культурного музея в крепости Форталеза Сан Луис, Сантьяго-де-лос-Трейнта-Кабальерос — два Strv m/40L.
- У ворот военной базы Форталеза Фернандо Валерио 2-й пехотной бригады. Сантьяго-де-лос-Трейнта-Кабальерос — два Strv m/40L.
- Strv m/40L. В экспозиции Танкового музея в Бовингтоне. В ходовом состоянии.